# François Cevert
François Cevert, né le 25 février 1944 à Paris et mort le 6 octobre 1973 à Watkins Glen aux États-Unis, est un pilote automobile français qui a principalement participé à des courses de monoplaces et de voitures de sport. François Cevert, champion de France de Formule 3 en 1968, a remporté un Grand Prix de Formule 1 en 1971. Au début des années 1970, il est considéré comme l'espoir français du sport automobile international. Certains de ses collègues pilotes de course voient en lui un futur champion du monde de Formule 1. Outre ses succès sportifs, François Cevert est considéré comme une personne charismatique et avenante, qui a également attiré l'attention du public à travers sa vie sociale. Il meurt dans un accident sur le circuit de Watkins Glen lors des essais qualificatifs du Grand Prix des États-Unis 1973.

## Biographie

### Famille
François Cevert naît le 25 février 1944 dans un Paris occupé et dans une famille dont le père, Charles Goldenberg (1901-1985), s'est rapidement engagé dans la Résistance. Durant la Seconde Guerre mondiale, il est recherché par la police allemande en sa qualité de personnage « dangereux pour la sécurité du Reich ». De confession juive, Charles est né en Ukraine sous domination russe, un pays qu'il a fui dès l'enfance à cause de la persécution tsariste et des pogroms de 1905. En 1921, il ouvre une bijouterie de mode à Montmartre et devient un riche joaillier parisien dans les années 1930. Huguette, la mère de François Cevert est originaire de Vaudelnay au sud de Saumur en Maine-et-Loire.

Plusieurs décennies après la fuite de son pays natal, afin d'éviter la déportation à ses enfants et pour les protéger de la persécution, Charles Goldenberg leur donne le nom de jeune fille de sa femme catholique, Huguette Cevert. Les parents de François ne sont pas mariés car son père craint des désavantages pour sa compagne et leurs enfants. François s'appelle donc Cevert, tout comme sa sœur Jacqueline, née en 1947, son frère aîné, Élie, et son frère cadet, Charles.
En plus d'offrir à son fils la possibilité de devenir pianiste, son père espère en faire son successeur dans le domaine de la joaillerie mais François est happé par la griserie de la course automobile. Jeune adolescent, il confie à sa sœur : « Un jour, je serai Champion du monde de F1. » Depuis l'enfance il a développé un sens aigu de la compétition ; toute son énergie se cristallise autour d'un seul but : le pilotage.
François Cevert commence en deux-roues, sur Vespa, Moto Morini 125 cm3 puis sur une Norton 500 cm3 à 16 ans parce qu'il en a marre de « l'enfer du métro »,,. Il s'inscrit à l’école de pilotage de Montlhéry mais son père use de ses relations pour que l'aventure s’arrête là. François reste cependant toujours aussi déterminé.
Au lieu de se lancer dans l'orfèvrerie, il vend des disques éducatifs à domicile car il a besoin d'argent mais aussi de temps libre pour assouvir sa passion. Comme le porte-à-porte ne lui en laisse pas suffisamment, il devient représentant dans la confection féminine du côté du Sentier. Nanou (Anne Van Malderen), sa compagne, l'aide, tout comme Jacqueline, sa sœur, qui lui consacre également une bonne part de son maigre salaire. Il réunit ainsi suffisamment d'argent pour participer au Volant Shell, concours de détection de pilotes organisé à Magny-Cours.
De son côté, Jacqueline Cevert rencontre et épouse Jean-Pierre Beltoise en 1968,. Ils ont eu deux enfants, Anthony Beltoise et Julien Beltoise, tous deux devenus aussi pilotes automobiles.

### Les débuts
François Cevert conduit les voitures de son père depuis ses 13 ans et il obtient son permis de conduire trois jours avant son 18e anniversaire,. En 1963, il participe à une course de motos à Montlhéry avec Jean-Pierre Beltoise. L'année suivante, il s'inscrit à la Coupe des Provinces réservée aux pilotes de Lotus Seven mais son père qui entretenait des relations d'affaires avec l'organisateur de la course, empêche son fils, encore mineur, d'y participer.
De novembre 1964 à avril 1966, François Cevert effectue son service militaire au 5e régiment de hussards, à Weingarten, en Allemagne. Libéré de ses obligations militaires, il suit une formation de pilotage sur le circuit Bugatti sur une Lotus Seven. En 1966, après avoir réuni la somme nécessaire, François Cevert s'inscrit au Volant Shell organisé par l'école Winfield en collaboration avec la branche française de la compagnie pétrolière Shell. Les cours de pilotage durent d'avril à octobre 1966. Son instructeur est le pilote de course amateur Tico Martini qui dirige également une fabrique de voitures de course à Magny-Cours. Il s'impose lors de la finale au volant d’une Merlyn Mk 7 (en) de l'école de pilotage Winfield, sous une pluie soutenue le mercredi 26 octobre 1966. Il l'emporte devant Patrick Depailler, Étienne Vigoureux, Philippe Marchesi, Jean-François Gerbault, Patrick Champin et Robert Mieusset. François Cevert succède à Jean-Pierre Jaussaud (1963), Roby Weber (1964) et Claude Vigreux (1965),. En récompense, il reçoit une somme d'argent pour acquérir une Formule 3 obligatoirement française ; jugeant la Matra trop coûteuse à entretenir avec son châssis monocoque, il opte pour une Alpine A280 Renault à châssis tubulaire et commande un modèle 1967 auprès d'Alpine. Comme celle-ci n'est pas terminée, le constructeur normand lui prête un modèle de 1965 qu’il conservera toute l’année. Dépassée, l’Alpine est également propulsée par un moteur Renault aussi poussif que fragile.
François Cevert se lance ainsi en Championnat de France de Formule 3, au grand dam de ses parents, en particulier de son père, pour qui la course automobile est une « occupation de milliardaire » ou de « gigolo », pas un métier. Heureusement, François Cevert trouve un allié impromptu mais de circonstance avec Jean-Pierre Beltoise, en couple avec sa sœur Jacqueline.

### Formule 3
François Cevert est considéré par certains comme exceptionnellement beau. Jo Schlesser lui demande un jour d'aller voir son pharmacien afin de lui procurer « les pilules qui me rendent les yeux bleus pour que j'obtienne le même effet que toi sur les filles. » En effet, Cevert s'entourait parfois de célébrités du show business comme Brigitte Bardot et Françoise Hardy. Depuis la fin des années 1960, la presse parle de François Cevert non seulement d'un point de vue sportif mais souvent d'un point de vue social. Des magazines tels Paris Match dévoilent sa vie privée. Il est parfois appelé dans les médias « le James Dean français » et surnommé « Le Prince ».
La première année de François en F3 n'est pas loin d'être catastrophique ; il court en tant que pilote privé pour l'équipe de l'École de pilotage Winfield sans le soutien direct d'un constructeur alors que Patrick Depailler, qu'il a battu au Volant Shell, a obtenu un contrat de pilote officiel Alpine. Il ne se qualifie pas pour les premières courses à Pau et Montjuïc. Il obtient sa première qualification au Challenge Raymond Sommer sur l'autodrome de Linas-Montlhéry où il termine huitième à un tour de Jean-Pierre Jaussaud, pilote d'usine Matra. Une semaine plus tard, il se classe septième au Grand Prix Nivernais à Magny-Cours. Lors des épreuves suivantes à Dijon, à Montlhéry et sur le Circuit Bugatti, il abandonne pour des raisons techniques tandis qu'à Rouen il est victime d'un accident. Ce n'est qu'au Grand Prix de la Ville de Nevers à Magny-Cours, en juillet 1967, que Cevert atteint à nouveau la ligne d'arrivée, quatrième derrière les deux pilotes d'usine Matra et le concurrent privé Jean-Pierre Cassegrain sur Brabham BT21. Cevert renouvelle ce bon résultat le mois suivant au Grand Prix de Nogaro en terminant derrière Henri Pescarolo, Derek Bell et Jean-Pierre Jaussaud mais devant Patrick Depailler sur l’Alpine officielle. Cevert prend le départ de 22 courses mais n'en finit que six, avec pour meilleurs résultats deux quatrièmes places et une cinquième place lors de la Coupe du Salon à Montlhéry en octobre. 1967 est par ailleurs largement dominée par l'équipe d'usine Matra, dont les pilotes Pescarolo et Jaussaud remportent onze courses ainsi que les deux premières places du championnat des pilotes. En plus du manque d'expérience en course, qu'il avoue ouvertement aux journalistes, il souffre des défauts techniques de sa voiture. Selon les observateurs, l'Alpine est structurellement inférieure aux Matra. De plus, les moteurs quatre cylindres d'Alpine, dérivés de la Renault 8 et préparés chez Moteur Moderne, un atelier parisien privé, développent environ 20 chevaux de moins que les moteurs Ford des équipes concurrentes entretenus par Cosworth ou Holbay au Royaume-Uni.
En fin de saison 1967, Alpine annonce à Cevert que sa monoplace est prête mais il n’en veut plus et se la fait rembourser, Shell lui offrant la somme équivalente pour rembourser ses dettes. De plus, la nouvelle loi autorisant le sponsoring extra automobile en sport-automobile, lui donne un nouvel élan,. Il constitue un dossier et part à la chasse aux partenaires, mais tous les budgets sont bouclés. Son salut vient de la Société des extincteurs Sicli dont le fils du patron, Jean-Claude Sachs, est un ami d'enfance. Tenté par une McLaren, Cevert choisit pourtant une Tecno 68-3-Ford pour 1968. En attendant l'arrivée de son nouveau bolide, il devient vendeur pour Alpine ; il réussit à convaincre un propriétaire de Jaguar à acheter une voiture du constructeur dieppois lors d'une course-poursuite sur une autoroute.

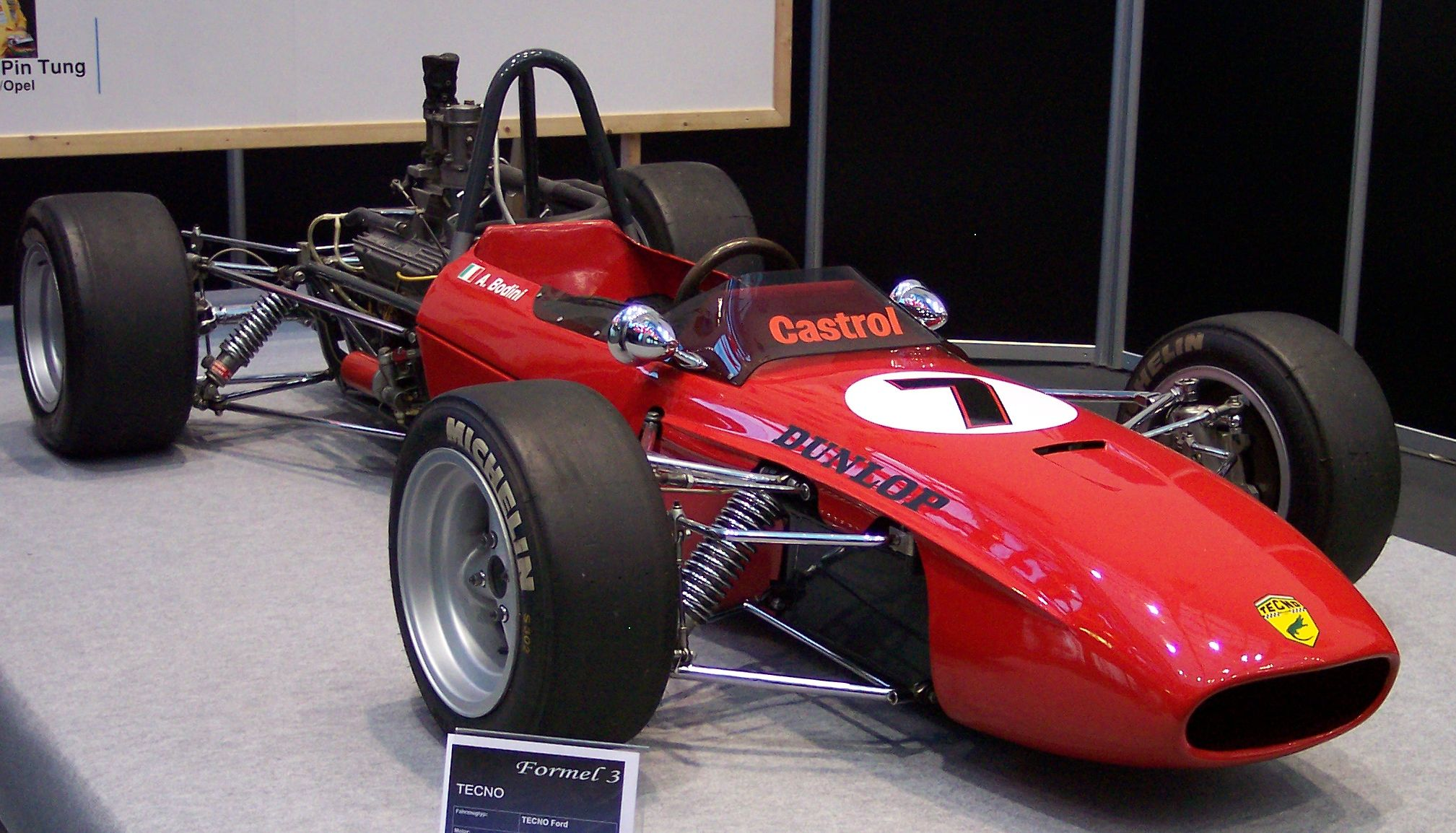
Une Formule 3 Tecno 68-3-Ford, identique à celle avec laquelle François Cevert sera champion de France.

En 1968, François Cevert continue en Championnat de France de Formule 3 en tant que pilote privé sous son propre nom, le soutien de l'école Winfield étant limité à un an. Pour sa deuxième saison, il pilote une Tecno 68-3-Ford, comme Ronnie Peterson, Jean-Pierre Jaussaud et François Mazet. La monoplace transalpine est propulsée par un moteur Cosworth à quatre cylindres. Cependant, la livraison de la Tecno est retardée jusqu'en mai 1968. Lors de la première course de l'année à Nogaro, François Cevert utilise une Alpine A280 de 1966 et obsolète. Avec elle, Cevert n'obtient aucun résultat ; inscrit pour les trois courses suivantes avec cette voiture, il n'y participe  pas.
François Cevert prend livraison de sa Tecno 68-3-Ford à Bologne le matin du 11 mai 1968. Il transfère ensuite lui-même la voiture à Montlhéry, où le 13e Prix de Paris doit avoir lieu le 12 mai 1968, où plusieurs courses appelées « Prix de Paris » ont eu lieu à Montlhéry à des moments différents. L'une des courses est réservée à la Formule 3. François Cevert se présente à la quatrième manche de la saison avec une Tecno dont il n'a jamais pris le volant. La monoplace a une livrée kaki avec, apposés sur ses flancs, des autocollants Sicli et Sport-Auto, ses nouveaux partenaires. Cette nouveauté est rendue possible par la décision de l'autorité de tutelle du sport automobile, la CSI, d'autoriser dès 1968 les publicités sportives sur les voitures de course. Il se présente à temps pour participer à la séance de qualification le dimanche et se qualifié dix-huitième, en dernière ligne. Dans les trois premiers tours, les onze premiers pilotes abandonnent en raison d'accidents ou d'incidents techniques. Après avoir dépassé cinq pilotes, Cevert se retrouve deuxième à la fin du quatrième tour ; au suivant, il dépasse Patrick Depailler, puis il remporte l'épreuve,,. Il gagne ensuite à La Châtre, Jarama, Nogaro et Albi et obtient trois deuxièmes places, deux troisièmes places ainsi qu'une quatrième et une cinquième places.
Au cours de l'été, le championnat se transforme en duel entre François Cevert et Jean-Pierre Jabouille ; le titre n'est décerné qu'à la dernière course le 21 octobre 1968, lors de la Coupe Internationale de Vitesse à Albi. Jean-Pierre Jabouille mène le championnat devant François Cevert et Jean-Pierre Jaussaud et Cevert doit terminer devant eux pour être sacré. Avant la course, Cevert rate les vérifications car sa Tecno, pourtant brillante aux essais, ne démarre pas. Les mécaniciens constatent que la boîte de fusibles est hors service. Une équipe concurrente le dépanne et Jabouille accepte d'attendre que son rival puisse prendre le départ. Avec l'accord de tous les pilotes, François Cevert s'élance dans l'ultime round du championnat. Parti de la deuxième ligne, il double Jabouille au deuxième tour, prend la tête de la course et gagne avec quatre secondes d'avance et devient champion de France 1968 de Formule 3 avec 81,9 points marqués contre 79,8 pour son concurrent direct,.

### Formule 2
Cevert passe en Formule 2 en 1969, toujours chez Tecno, mais comme pilote officiel. En effet, la firme bolognaise fonde une équipe d'usine avec le soutien financier de Shell et engage François Cevert et Nanni Galli comme pilotes d'usine. Pour certaines courses, Clay Regazzoni les rejoint en tant que troisième pilote après que son équipe précédente, la Scuderia Ferrari, a mis fin subitement à sa participation dans cette catégorie. L'équipe engage des Tecno 68 développées en 1968 et qui ressemblent clairement au modèle de Formule 3 de la marque. La Tecno 68 est propulsée par un moteur Cosworth FVA à quatre cylindres. La voiture de Cevert porte le numéro de châssis T00 306 et a déjà été pilotée par Clay Regazzoni lors de quelques courses à l'automne 1968. François Cevert participe à six des sept courses du championnat, les termine toutes avec comme meilleur résultat une troisième place au Gran Premio del Mediterraneo à Enna-Pergusa en Sicile.
Le 29 juin 1969, il signe un premier coup d'éclat en remportant le Grand Prix de Reims, hors championnat. Beaucoup de grands pilotes internationaux apprécient l'exigeant tracé traditionnel du circuit de Reims-Gueux ouvert en 1925. En plus des pilotes de Formule 2, des pilotes de Formule 1 établis tels que Jackie Stewart, Jochen Rindt, Jo Siffert et Graham Hill sont également venu courir sur le circuit champenois, sans pouvoir marquer des points pour le championnat de F2. François Cevert prend le départ de cette course de 35 tours, depuis la troisième ligne de la grille. Au dixième tour, il est huitième, au vingtième tour, sixième. Dans le dernier tour, Jackie Stewart mène devant Cevert. Eux deux, ainsi que les cinq pilotes qui les suivent de près, sont regroupés en une seconde et demie. Reims est un circuit d'aspiration où il vaut mieux ne pas être premier après le dernier virage. Ils sortent ensemble de l’épingle du Thillois, dernier virage avant la ligne d'arrivée, coupent leur élan et s’observent comme deux cyclistes sur piste. Puis, dans un "sprint royal", François Cevert accélère quelques secondes avant son rival du jour et gagne d'un dixième de seconde,. Jackie Stewart, doublé par deux autres concurrents dans la manœuvre se classe quatrième, bluffé,.
Ce jour-là, Jackie Stewart, en route vers son premier titre mondial en Formule 1, découvre François Cevert, un homme qu'il n'oubliera jamais. Le Français est remarqué par Ken Tyrrell, le chef d'équipe du champion écossais, et par le petit monde de la Formule 1. À l'époque, il est courant de voir des pilotes de F1 faire des piges en F2 et prendre le risque de croiser le fer avec de jeunes talents sur d'autres circuits,.
Le 3 août 1969, au Grand Prix d'Allemagne de Formule 1 1969 au Nürburgring, François Cevert fait partie des pilotes de Formule 2 invités à étoffer la grille. Les voitures des deux catégories courent en même temps mais sont évaluées séparément. Les pilotes de Formule 2 ne reçoivent aucun point pour le Championnat du monde de Formule 1. Vingt-huit pilotes sont inscrits pour cet événement, dont onze pilotes de Formule 2. Cevert se qualifie quatorzième du classement général, à 31,8 secondes du poleman Jacky Ickx, et second des Formule 2, derrière la Matra F2 de Johnny Servoz-Gavin et devant la Matra F2 d'Henri Pescarolo. Après le départ, Servoz-Gavin est premier des F2, devant Pescarolo. Cevert est troisième, alors qu'en tête du Grand Prix, Jackie Stewart sur Matra-Ford MS80 mène devant Jacky Ickx sur une Brabham-Ford BT26A. Après dix tours, Cevert abandonne à cause d'une casse de sa transmission.
En Formule 2, le Français termine troisième du championnat d'Europe avec 21 points marqué, derrière Johnny Servoz-Gavin (37 points), pilote d'usine Matra et Hubert Hahne (28 points), pilote d'une Lola pour BMW Motorsport,,.

#### 1970: Performances en baisse

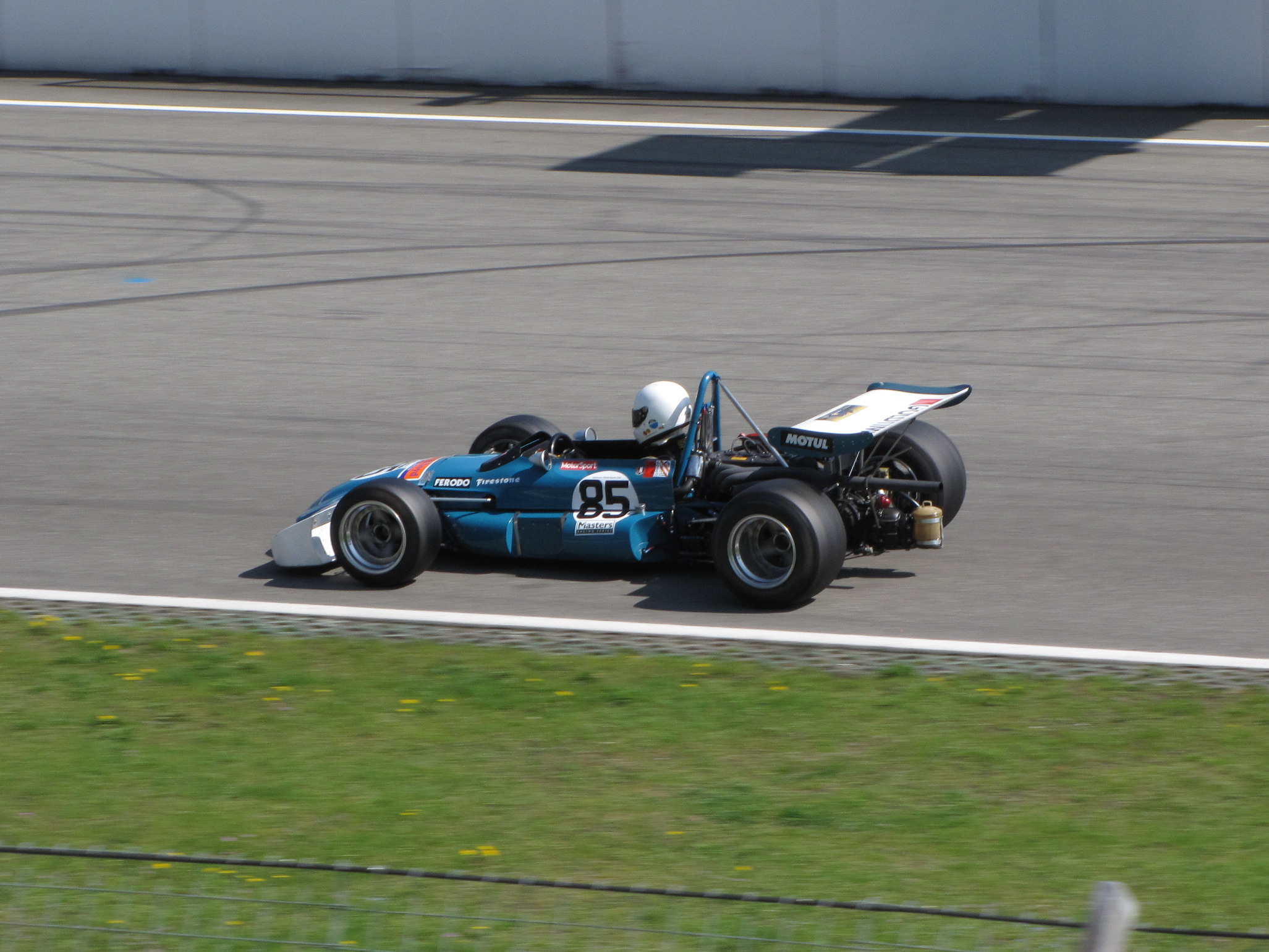
Une Tecno T70 comme celle pilotée par François Cevert pour le début du championnat de F2 en 1970.

En 1970, François Cevert dispose toujours d'une Tecno, arborant une livrée rouge, des ailerons et un saute-vent bleus et un nez doré. S'il s'impose en Autriche, l'événement reste son engagement chez Tyrrell en Formule 1. En effet, Johnny Servoz-Gavin, grand espoir français, renonce subitement à sa carrière de pilote lors du Grand Prix de Monaco et libère une place auprès de Jackie Stewart. Le jeune Cevert découvre ce nouveau milieu le 21 juin 1970 au Grand Prix des Pays-Bas.
Ken Tyrrell, patron de l'écurie éponyme, tombé sous le charme du Français, téléphone à Stewart, qui habite alors en Suisse, pour lui dire que François Cevert doit piloter à Crystal Palace, et lui demande de venir voir la course. Les deux Britanniques décident alors de l'engager comme deuxième pilote de l'écurie Tyrrell pour la saison 1970 de F1.

#### 1971: Des espoirs de titre déçus
Parallèlement à son engagement en Formule 1 chez Tyrrell, François Cevert participe à nouveau au championnat de Formule 2 en 1971 l'équipe d'usine Tecno, désormais soutenue par Elf avec Patrick Depailler comme coéquipier. Malgré son implication en Formule 1, il est toujours éligible aux points en F2. Au début de la saison, les médias français voient en Cevert l'un des prétendants au titre de champion,, un rôle qui convient alors très bien à l'intéressé.
Les attentes de Cevert ne sont pas satisfaites. Il dispute dix des onze manches du championnat ainsi que deux courses hors championnat mais ne marque des points que lors des trois premières manches du championnat. Il remporte la première course de l'année, le Trophée d'Allemagne sur l'Hockenheimring et, un mois plus tard, la Course internationale de l'Eifel au Nürburgring. Il termine quatrième du Jochen Rindt Memorial Trophy à Thruxton près d'Andover. Au printemps, il remporte une autre victoire au Gran Premio Madunina à Vallelunga, hors-championnat. À partir de mai, François Cevert ne rentre plus jamais dans les points. Au début de l'été, les pannes techniques se multiplient, dont les causes sont principalement due à Tecno, selon le pilote. Le moteur Ford préparé en Italie souffre de plusieurs défauts. Cevert remporte la première manche du Trophée Mantorp à Mantorp Park en Suède mais ne participe pas à la deuxième manche en raison de dommages aux soupapes, de sorte qu'il est répertorié comme non classé dans le classement général de la course. Il se passe exactement la même chose lors du Gran Premio di Roma à Vallelunga en octobre.
François Cevert termine cinquième du championnat, avec 22 points, son coéquipier Patrick Depailler n'étant pas classé.

#### 1972: Pilote «gradé»
En 1972, François Cevert, désormais pilote de renom, participe aux courses du championnat de Formule 2 sans pouvoir marquer de points. Il dispute cinq courses au cours du premier semestre puis se concentre exclusivement sur la Formule 1. La voiture qu'il pilote est une March 722 propulsée par un moteur Ford BDA préparé par Hart Racing Engines. Son équipe est le Elf Coombs Racing, dirigée par John Coombs (en). François Cevert termine deuxième derrière Ronnie Peterson au Jochen Rindt Memorial Trophy à Thruxton, et cinquième au London Trophy à Crystal Palace.

#### 1973: Une seule course
En 1973, François Cevert ne dispute qu'une seule course de Formule 2 ; le 6 mai, il est engagé par l'équipe Elf Coombs Racing pour la 33e édition du traditionnel Grand Prix de Pau. Il est l'un des trois pilotes « classés » qui courent ce weekend dans la capitale béarnaise. Sa voiture est une Elf2 (ancienne Alpine A367) équipée d'un moteur BMW au lieu du groupe motopropulseur Renault habituel. Cevert termine deuxième de la deuxième manche et remporte la finale devant Jean-Pierre Jarier qui pilote une March d'usine.

### Formule 1
En mai 1970, Johnny Servoz-Gavin, équipier de Jackie Stewart, champion du monde en titre, abandonne la compétition après les trois premières courses : il n'a pas réussi à se qualifier pour le Grand Prix de Monaco (c'est la première non-qualification de l'histoire de l'équipe Tyrrell) et est lassé de son métier de pilote. Servoz-Gavin déclare qu'il a des sentiments d'anxiété lors de certaines courses et qu'il ne se sent plus capable de prendre des risques,. Ken Tyrrell, qui ne veut plus d'un « Bloody Frenchman », négocie d'abord avec Brian Redman mais la compagnie pétrolière Elf, sponsor principal de Tyrrell, se prononce en faveur de Cevert, même s'il est lié au concurrent Motul en Formule 2 et à Shell en Endurance. Jackie Stewart, Jack Brabham et Jean-Pierre Beltoise soutiennent cette proposition,. Tyrrell choisit François Cevert, tant pour ses talents de pilotage que pour plaire à son commanditaire français. Ken Tyrrell opte ainsi de nouveau pour un Français, alors qu'il envisageait d'engager Gerry Birrell (en).
Ken Tyrrell est rapidement fasciné par le pilote et l'homme, qu'il fait venir en Angleterre pour le jauger : « C'était un personnage particulier, très beau avec de grands yeux. Toutes les femmes le trouvaient séduisant. C'est ce qui a plu à ma femme. Mais pas à moi. Moi, ce qui m'a plu, c'était qu'il était un futur champion du monde. Il avait tout pour ça. Et, en plus, c'était une personne très agréable et toujours prête à aider l'équipe. » Certains déclarent que le talent du pilote a autant compté que sa nationalité car Elf Aquitaine souhaitait un pilote français dans l'équipe. Cevert déclare : « Je me sentais comme un footballeur amateur à qui on aurait offert une place au Real Madrid. »
De cinq ans son aîné, Stewart prend Cevert sous son aile, sans jalousie ni rivalité. Le Français le fascine par son charisme, sa gentillesse et sa correction. Dès sa signature chez Tyrrell et son premier Grand Prix, Cevert considère Stewart comme un mentor qu'il surnomme « le Maestro » : « Je conduisais comme un fou et je ne réfléchissais pas assez à ce que je faisais. Jackie a arrêté tout ça et m'a enseigné comment analyser une voiture, comment penser au volant, avoir une vision. Il a fait toute mon éducation. » Leur relation est aux antipodes de celle que l'Écossais entretenait avec Jacky Ickx,,.

#### 1970: Les débuts dans la catégorie reine

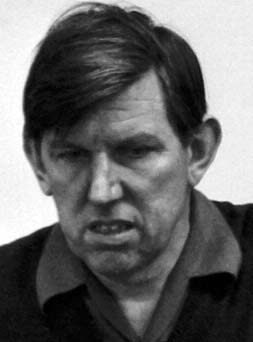
Ken Tyrrell, le patron de François Cevert en Formule 1.

Tyrrell engage François Cevert en mai 1970, après l'épreuve de Monaco où Servoz-Gavin a arrêté subitement sa carrière. Ken Tyrrell décide toutefois de ne pas inscrire Cevert comme nouveau pilote au Grand Prix de Belgique à Spa-Francorchamps, considérant que le long tracé des Ardennes est trop difficile et risqué pour un débutant. L'équipe anglaise se présente donc à Spa avec seulement Stewart.
François Cevert fait ses débuts en Formule 1 le 21 juin 1970 au Grand Prix des Pays-Bas à Zandvoort dans une March 701/7. Lors des essais, Ken Tyrrell lui demande de prendre ses marques et l'arrête dès qu'il semble aller vite : « Je ne te demande même pas de te qualifier. Je veux juste que tu fasses connaissance et que tu prennes contact avec la voiture. Tu tournes tranquillement à ta main, je ne veux pas que tu aies d'accident. » Tyrrell arrête ensuite son jeune pilote par panneautage et lui dit : « Arrête-toi dix minutes et pense à ce que tu viens de faire. » Jackie Stewart l'aide à se qualifier, le précédant sur la piste et lui montrant les trajectoires. Cevert se qualifie quinzième, devant Joseph Siffert, Dan Gurney et le double champion du monde Graham Hill. Durant la course remportée par Jochen Rindt, l'Anglais Piers Courage, grand ami du vainqueur du jour, se tue. François Cevert abandonne après trente tours, lâché par son moteur,,.
Durant toute leur collaboration en Formule 1 chez Tyrrell, Stewart enseignera à Cevert les caractéristiques de chaque circuit ainsi que les détails de réglage du châssis. Dans les médias français, le pilote parisien est parfois appelé l'émule de l'Écossais.
Lors de sa deuxième course, au Grand Prix de France sur le circuit de Charade, il se classe onzième à un tour du vainqueur Jochen Rindt. Le Français inscrit son premier point pour son cinquième Grand Prix, à Monza. La March 701 n'est pas une très bonne voiture et seul Stewart parvient à la faire gagner au cours de la saison. Le Français termine six courses, avec comme meilleur résultat sa sixième place en Italie, et se classe vingt-deuxième du championnat du monde avec un point.

#### 1971: entrée dans le cercle fermé des vainqueurs de Grand Prix

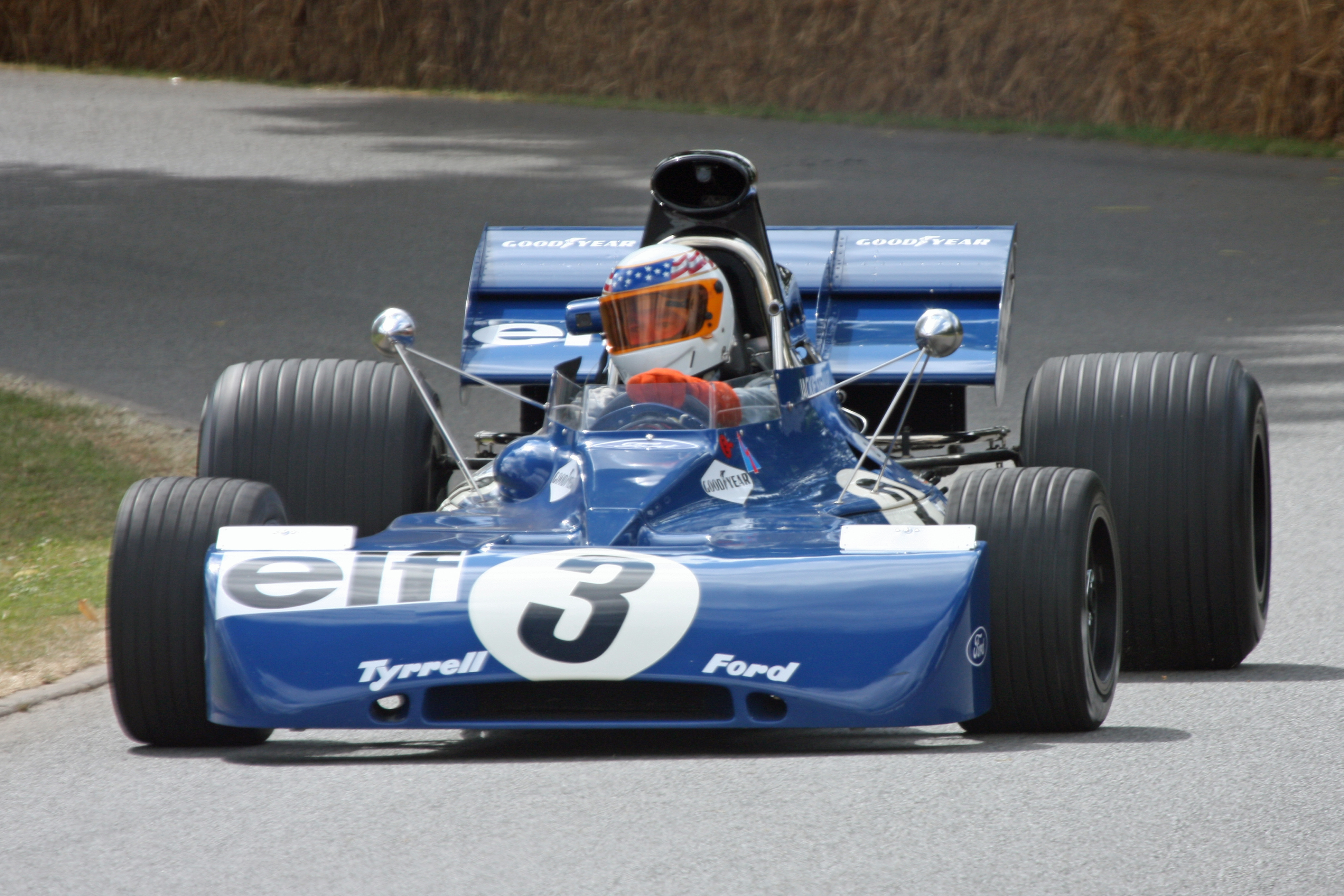
la Tyrrell 002 de la saison 1971.

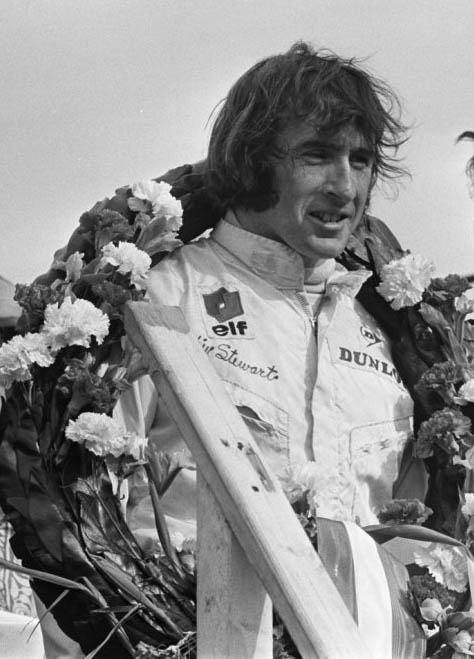
Jackie Stewart, le mentor de François Cevert.

En 1971, François Cevert pilote une Tyrrell 002 qui, à part quelques améliorations mineures, est identique à la Tyrrell 001 que Jackie Stewart a étrenné lors des quatre derniers Grand Prix de l'année précédente. La 002 est propulsée par un moteur V8 Cosworth DFV, le moteur le plus utilisé du plateau puisque seuls BRM, Ferrari et Matra utilisent leurs propres moteurs. Si la plupart des Cosworth délivrent environ 435 chevaux, Tyrrell dispose d'une version développant de 10 à 15 chevaux de plus.
Lors des quatre premiers Grand Prix, François Cevert abandonne trois fois. Ce n'est que sur le circuit barcelonais de Montjuïc qu'il reçoit le drapeau à damier, en terminant septième. Il obtient son premier podium, le premier doublé de Tyrrell, le 4 juillet 1971 au Grand Prix de France sur le circuit Paul Ricard. Stewart s'élance depuis la pole position tandis que François Cevert part septième. Au vingt-huitième tour, après quelques dépassements et l'abandon de plusieurs concurrents, le Français prend la deuxième place derrière l'Écossais ; ils conservent leurs positions jusqu'à l'arrivée,.
Quatre semaines plus tard, au Grand Prix d'Allemagne, les Tyrrell obtiennent un second doublé dans le même ordre. En Italie, François Cevert passe près de sa première victoire en Formule 1, doublé à l'entrée de la Parabolique, le dernier virage juste avant l'arrivée, par Peter Gethin et Ronnie Peterson.
En fin d'année, il remporte à Watkins Glen, son premier succès en Formule 1, mettant fin à une période de treize ans sans victoire française depuis celle de Maurice Trintignant au Grand Prix de Monaco 1958. Qualifié cinquième, une demi-seconde derrière le poleman Stewart, le Français est déjà troisième à l'issue du premier tour derrière Stewart et Dennis Hulme (McLaren). Lorsque Stewart abandonne sur problèmes techniques, Cevert, qui a déjà dépassé Hulme, prend les commandes de la course au quatorzième tour. Il résiste, au prix d'une haute lutte, au retour de Jacky Ickx qui le menace jusqu'à son abandon. Le Français gagne avec quarante secondes d'avance sur Joseph Siffert (BRM). Cevert empoche un chèque de 50 000 dollars qu'il partage avec Ken Tyrrell, et devient une vedette,. Il déclare : « Je savais que j'allais faire une bonne performance si je finissais la course. Alors j'étais très tendu, c'est toujours comme ça quand je sens que je suis dans le coup : j'ai envie de vomir, je fais pipi toutes les cinq minutes même si je n'ai rien bu. » Il remercie Jackie Stewart, qui l'a conseillé au départ : « Il a fait plus pour moi que pour un frère. »
Cevert termine troisième du championnat du monde avec 26 points, le meilleur résultat d'un pilote français. Il contribue ainsi au titre de champion du monde des constructeurs de Tyrrell qui totalise 73 points. Jackie Stewart devient double champion du monde des pilotes devant Ronnie Peterson, pilote d'usine March. En fin d'année, il est lauréat du Prix Roland Peugeot de l'Académie des sports du plus bel exploit automobile français de l'année. Cevert est le symbole du renouveau du sport automobile en France. À bientôt 27 ans, il est une star en devenir et un immense espoir pour son pays. Il déambule avec Brigitte Bardot au Salon de l'automobile de Paris 1971.
En 1971, François Cevert participe également à quelques courses de Formule 2 et s'impose à deux reprises au volant d'un Tecno à la livrée bleue marine comme sa Tyrrell de Formule 1. Le 29 août 1971, il gagne la course de côte Ollon - Villars en Suisse dont il établit un nouveau record.

#### 1972: partenaire junior de Jackie Stewart une fois de plus
1972 est une saison mitigée et difficile pour Cevert. Il pilote toujours la Tyrrell 002 de 1971, techniquement inférieure à la Lotus 72 dont le développement est perpétuel. Sur les conseils de Ken Tyrrell, il met fin à son implication en Formule 2 au printemps (bien qu'il ait obtient un podium en  avec une monoplace blanche immaculée) afin de se concentrer sur la Formule 1. Cependant, cela n'entraîne pas d'amélioration immédiate des performances, de sorte qu'à l'été 1972, le Français commence à douter de lui-même. 
François Cevert ne marque aucun point lors des quatre premiers Grands Prix ; ce n'est qu'au Grand Prix de Belgique, où Jackie Stewart est absent en raison d'un ulcère à l'estomac, qu'il marque ses premiers points en terminant deuxième derrière Fittipaldi. Lors de la course suivante en France, il se classe quatrième. Suivent cinq courses dans lesquelles Cevert échoue à marquer. De son propre point de vue, le Grand Prix d'Autriche 1972 est son plus mauvais : il prend le départ de la course depuis la vingtième place avec un temps plus lent d'une seconde que lors de l'édition précédente, quand il s'était qualifié troisième. Il termine la course neuvième avec un tour de retard. En plus de quelques erreurs de pilotage, les mauvaises performances de Cevert sont également dues à la Tyrrell 002, dont la suspension pose problème car la fixation de la suspension est sous-dimensionnée et a du mal à résister aux contraintes de certains circuits et rend le comportement de la monoplace difficile à prévoir. Au Grand Prix des États-Unis, le Français obtient enfin un résultat satisfaisant en terminant deuxième de la dernière course de l'année derrière Stewart, le seul doublé de l'année de Tyrrell. Au classement final du championnat des pilotes, il retombe à la sixième place (15 points) tandis que son coéquipier Stewart termine deuxième derrière Emerson Fittipaldi et sa Lotus.
François Cevert participe aussi aux 6 Heures du Castellet sur une Ford Capri bleue flanquée du no 7 qu'il partage avec Stewart ; ils terminent seconds face aux spécialistes de la catégorie Tourisme.

#### 1973: Futur numéro 1

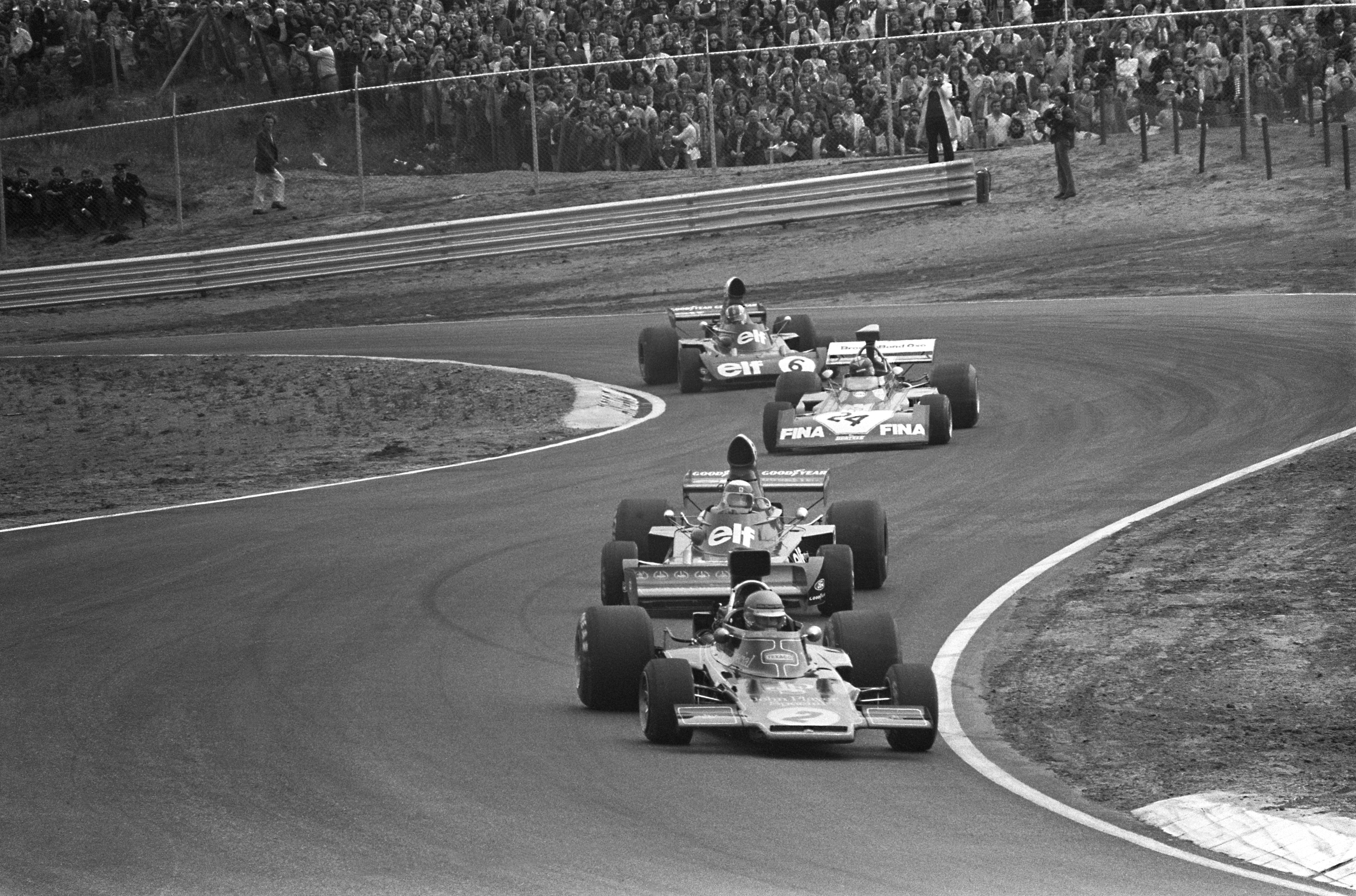
François Cevert au volant de sa Tyrrell 006 (no 6) derrière Carlos Pace (no 24), Jackie Stewart dans la Tyrrell 005 no 5 et Ronnie Peterson (no 2) au Grand Prix des Pays-Bas 1973.

En 1973, Cevert est toujours le coéquipier de Jackie Stewart chez Tyrrell. Il commence la saison en étrennant la Tyrrell 006 construite à la fin de l'automne 1972, qui est en grande partie identique à la 005 de l'Écossais. Cevert mène longuement le Grand Prix d'Argentine qui ouvre la saison mais, victime de crampes, il est dépassé par Emerson Fittipaldi à dix tours de l'arrivée.
Le 6 mai 1973, le Français remporte le 33e Grand Prix de Pau de Formule 2 au volant d'une Elf2-Ford/Hart de l'écurie John Coombs.
À mesure que Cevert se rapproche du niveau de Stewart, les liens se resserrent entre les deux hommes. Jackie Stewart est couronné, une fois encore, avant la fin de la saison grâce à son talent et à la loyauté exceptionnelle de son coéquipier. Les Grands Prix des Pays-Bas et d'Allemagne symbolisent la passation de pouvoir. À Zandvoort, Cevert reste dans le sillage de Stewart qui obtient sa 26e victoire en Grand Prix, une de plus que Jim Clark, le record absolu alors qu'il aurait pu gagner. Il en va de même en Allemagne, où Stewart remporte sa 27e et ultime victoire alors que le Français réalise le meilleur tour en course. Le vainqueur confie à Ken Tyrrell : « Il pouvait me doubler s'il le voulait. » Après la cérémonie de remise des prix, Jackie Stewart déclaree à la presse : « François Cevert est le véritable vainqueur du Grand Prix d'Allemagne, il aurait pu le dépasser pendant la course s'il l'avait voulu. » Cevert est resté derrière son aîné car il pressent que la saison suivante sera la sienne,,,. .
Après le Grand Prix d'Allemagne, Cevert compte six deuxièmes places et occupe le second rang au championnat du monde. Les deux pilotes Tyrrell ont alors réalisé trois doublés, à Monaco, aux Pays-Bas et en Allemagne. La retraite de Stewart à l'issue de la saison 1973 étant un secret de polichinelle, beaucoup s'accordent à faire de Cevert le futur leader de Tyrrell et l'un des favoris de la saison 1974. François Cevert apprend toutefois que Jody Scheckter a été engagé chez Tyrrell pour 1974. Le Français sera le pilote no 1 de l'équipe mais l'ignore encore. Jackie Stewart, qui considère François Cevert comme étant désormais un pilote mature, soutient son patron dans cette décision. 
À partir du Grand Prix du Canada, Tyrrell engage une troisième voiture pour Chris Amon afin d'augmenter ses chances de remporter le titre des constructeurs. À Mosport, François Cevert prend le départ sixième, trois places devant Stewart. Au trente-troisième tour, il est quatrième. Poussé hors de la piste par Jody Scheckter, deux pilotes abandonnent. La maladresse du Sud-Africain, coutumier du fait à l'époque, rend fou de rage le Français envers son futur coéquipier car sa voiture est détruite et il est légèrement blessé aux chevilles,. Il a également perdu des points précieux dans sa course à la seconde place au championnat et il mise avec ferveur sur le Grand Prix des États-Unis.
Une semaine avant la dernière course de la saison, à Watkins Glen, Jackie Stewart part en vacances aux Bermudes avec sa femme Helen et François Cevert : « C'était six jours avant son accident, on a passé de merveilleuses vacances, Francois, Helen et moi. On était les seuls jeunes de l'hôtel. » Au cours de ce séjour hors du temps, le Français s'assoit au piano tous les soirs, et joue la Grande Sonate Pathétique de Beethoven. Cevert titille régulièrement son ami pour savoir si le rendez-vous new-yorkais, le 100e de sa carrière, sera le dernier : « Trois fois par jour, mi-sérieux, mi-rigolard, François me demandait si j'allais enfin prendre ma retraite. « Je te ferai honneur, disait-il. Et je dirai à tout le monde que, de toute manière, tu restes le meilleur »! »
Le mercredi 3 octobre 1973, en fin de journée, François Cevert signe un contrat, sous l'égide de Jay Lafave d'International Management, pour rédiger un livre. « J’ai envie de laisser quelque chose » dit-il alors.
À l'arrivée sur le circuit de Watkins Glen, au nord-ouest de l’État de New York, le Français est motivé comme jamais pour la dernière course de la saison. Le samedi 6 octobre, étrennant une voiture neuve, il réalise le meilleur temps des premiers essais. Peu avant midi, il ressort des stands pour quelques tours afin de tenter d'obtenir la pole position.

### Accident mortel à Watkins Glen

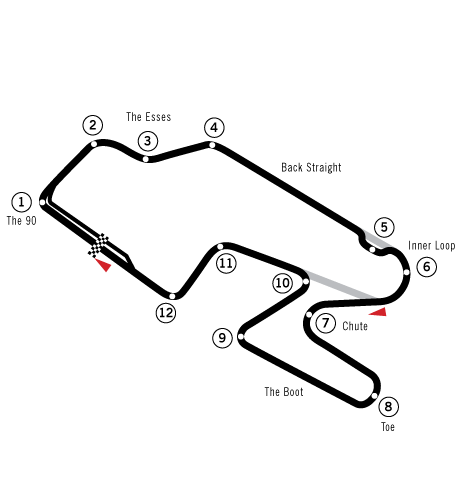
Tracé du Watkins Glen International : l'accident a eu lieu entre les virages 3 et 4.

À quelques minutes de la fin de la troisième séance d'essais qualificatifs du Grand Prix des États-Unis où il a gagné deux ans auparavant, François Cevert est dans le coup pour réaliser la pole position, ce qu'il n'a encore jamais réussi depuis le début de sa carrière. Il repart à l'attaque et améliore son temps de référence, puis retente un tour supplémentaire. Le passage des « esses du Club House » est périlleux avec un enchainement droite, gauche et droite, avec un dévers en montée. Entré un peu large dans la première courbe, Cevert n'a pas réussi à rétablir l'écart de conduite. La Tyrrell perd toute adhérence dans la deuxième partie du esse, décolle et percute violemment les rails du côté droit de la courbe à environ 240 km/h, se retourne, rebondit et finit sa course quelques dizaines de mètres plus loin en glissant à l'envers par dessus les rails opposés pour s'arrêter contre un poteau de soutènement. La voiture est éventrée au niveau de la poitrine du pilote, François Cevert est mort avant l'arrivée des secouristes. Stewart ne prend pas le départ du Grand Prix le lendemain, et déclare plus tard : « Ils [les secouristes] l'ont laissé là parce qu'il était clairement mort. »
Jackie Stewart, qui négociait le secteur en quatrième vitesse, est persuadé que Cevert est passé en troisième : « En troisième vitesse, la monoplace était trop nerveuse. Dans le cas de François, je suis convaincu que la voiture, pilotée ainsi, l'a propulsé dans la barrière. Ça m'était pratiquement arrivé, c'est pourquoi j'avais décidé de monter d'une vitesse. » Quatre décennies après la mort du Français, Stewart souligne la difficulté du virage des Esses et laisse entendre que lui et Cevert avaient eu à plusieurs reprises des discussions controversées sur la question de savoir si le virage était négociable en quatrième vitesse à bas régime ou en troisième vitesse à haut régime. Niki Lauda, pilote d'usine BRM en 1973, attribue l'accident à une erreur de pilotage de Cevert, selon lui, le Français était trop large dans la courbe des esses en raison d'une vitesse excessive. Sa voiture a touché les bordures, a été projetée sur le côté droit de la piste et a touché les rails, après quoi elle s'est renversée plusieurs fois. Lors du tonneau, la voiture a heurté la glissière de sécurité opposée avec un angle de 90 degrés. Là, la voiture a été déchirée par le milieu.
Le compte-rendu rédigé par les envoyés spéciaux du journal L'Équipe décrit : « François a très certainement été tué sur le coup. Il a été terriblement mutilé. Jody Scheckter, qui a été le premier à s'arrêter et à accourir pour tenter quelque chose, n'a pas pu rester devant le spectacle qu'il a découvert. » Jean-Pierre Beltoise, son beau-frère, stoppe sa BRM quelques secondes plus tard sur les lieux de l'accident ; il pense instantanément qu'il s'agit de Jackie Stewart. Stewart se méprend lui aussi sur l'identité de l'accidenté, songeant instantanément à Chris Amon, engagé au volant de la troisième Tyrrell. Il aperçoit ensuite Amon qui traverse la piste. Stewart lui fait un signe du pouce et lui demande si tout va bien et reçoit comme réponse un geste de l'index qui lui dit « Ce n'est pas moi. » Malgré les avertissements du Néo-Zélandais, Stewart va vérifier lui-même et constate que son  ami est mort.
Après le drame, Ken Tyrrell souhaite que Jackie Stewart et Chris Amon, disputent l'épreuve mais Helen, la femme de Stewart, le persuade de renoncer. L'équipe se retire et l'Écossais ne courra jamais son centième Grand Prix. Depuis, il se réfère souvent au Grand Prix des États-Unis 1973 comme étant « son dernier Grand Prix qu'il n'a pas couru. » Jean-Pierre Beltoise, sous contrat dans l'équipe d'usine BRM aux côtés de Niki Lauda, s'aligne sur la ligne de départ et termine neuvième à un tour du vainqueur Ronnie Peterson.
Après Roger Williamson, François Cevert est le deuxième pilote de Formule 1 mort dans un accident en 1973 et le 23e à mourir lors d'un week-end de Grand Prix.
François Cevert se classe quatrième au championnat des pilotes avec 47 points. L'équipe Tyrrell commence la saison 1974 de Formule 1 avec un nouveau duo de pilotes composé de Jody Scheckter et Patrick Depailler.

### Obsèques
Les obsèques de Cevert ont lieu le jeudi 11 octobre 1973 en l'église Saint-Pierre de Neuilly qui déborde d'une foule émue. Dehors, sur la place Winston-Churchill, tous ceux qui, par centaines, n'ont pas pu entrer dans l'église, attendent avec recueillement. L'office est célébré par le Révérend Père Michel Riquet qui évoque la soif « de dépassement de François Cevert » et « cette cruelle injustice de priver de la vie quelqu’un qui en était le symbole étincelant. » La Pathétique de Beethoven est jouée au cours de la cérémonie,.
Jean-Pierre Beltoise aux côtés de sa femme Jacqueline, la sœur de François Cevert, et d'Élie Cevert, le frère aîné de François, est accompagné par quatre champions du monde, Jackie Stewart et sa femme Helen, Dennis Hulme, Emerson Fittipaldi, Graham Hill. Les pilotes sont nombreux à assister aux obsèques : Howden Ganley, Jody Scheckter, Mike Beuttler, Niki Lauda, Gérard Larrousse, Jean-Pierre Jaussaud, Bob Wollek, Jean-Pierre Jarier, Jean-Pierre Jabouille, Jean Vinatier, Jean-Claude Andruet, Guy Chasseuil, Guy Ligier, Georges Houel, François Mazet, François Migault, Claude Ballot-Lena, Henri Greder, Marie-Claude Beaumont… Aux côtés du colonel Crespin, les instances du sport automobile sont représentées avec Ken et Karin Tyrrell, entourés des mécaniciens et des ingénieurs de l’équipe, avec le prince de Metternich (président de la Commission Sportive Internationale, future FISA) et des dirigeants de toutes les firmes automobiles. D'autres amis de François Cevert sont également là, comme Alain Delon, Jean Sinclair, Dany Saval, Eddy Barclay, Claude Brasseur, Guy Marchand, Jean-Marie Rivière, André Pousse, Moustache, Raymond Lefèvre, Frédéric Chandon de Briailles, Michel Jazy, Jean-Claude Nallet…
Sur les marches de l'église, au moment où l'on hisse le cercueil dans le fourgon mortuaire, une jeune fille de treize ans s'effondre en larmes sur son cercueil et crie : « François, je te le jure, il y aura un Français champion du monde. »  Il faudra attendre le 6 octobre 1985 pour voir Alain Prost être sacré à Brands Hatch, 12 ans jour pour jour après la mort de Cevert. 
L'édition du jour de l'Équipe parle « d'enfant du paradis ». François Cevert est inhumé à Vaudelnay, un village du Maine-et-Loire au sud de Saumur, d'où était originaire la famille de sa mère, Huguette. Au-dessus de sa tombe, un médaillon en bronze figurant un portrait en bas relief du champion, sculpté par Robert Rebatet, est scellé sur le mur de pierres.
François Cevert est élu Champion des champions de L'Équipe en 1973, à titre posthume.

### Endurance
En parallèle à sa carrière en Formule 1, Cevert court en Sport-prototypes en tant que pilote d'usine pour Matra à partir de 1970. Il a participé aux 24 Heures du Mans 1970, 1972 et 1973.

#### 1970
En 1970, associé au triple champion du monde de Formule 1 Jack Brabham, François Cevert se classe dixième des 24 Heures de Daytona pour sa première course en endurance.
Six semaines plus tard, il partage le volant de sa Matra MS650 avec Dan Gurney et termine douzième des 12 Heures de Sebring, avec 35 tours de retard sur les vainqueurs Ignazio Giunti, Nino Vaccarella et Mario Andretti, qui pilotent une Ferrari 512 S d'usine,.
Pour le reste du Championnat du monde des voitures de sport, François Cevert retrouve le vétéran australien Jack Brabham, pour former un équipage jusqu'à la fin de la saison. L'autre Matra, confiée au duo Jean-Pierre Beltoise-Henri Pescarolo, vise la victoire au championnat. Cevert et Brabham doivent se classer deuxième pour assurer le doublé. Les 24 Heures du Mans, troisième course de l'année, sont un fiasco pour le constructeur français car les trois Matra cassent leurs moteurs. Alors septième du classement général, l'équipage franco-australien abandonne, après sept heures, en raison d'une avarie du moteur V12 Matra,.
Le succès arrive en fin d'année, le 18 octobre 1970 aux 1000 km de Paris à Montlhéry, hors-championnat, où le duo remporte sa première victoire avec la Matra MS660. Partis troisièmes, ils dépassent leurs coéquipiers Beltoise et Pescarolo, en pole position, et gagnent avec trois tours d'avance après près de six heures de course,.

#### 1972
Après une année sabbatique en endurance, François Cevert retrouve Matra qui a fait des 24 Heures du Mans son objectif prioritaire en 1972. La marque française aligne quatre voitures d'usine dans la Sarthe. Les équipages Jean-Pierre Beltoise/Chris Amon et Henri Pescarolo/Graham Hill pilotent chacun une MS670, Pescarolo et Hill utilisant une version à queue courte tandis que François Cevert, associé à Howden Ganley (Bernard Fiorentino étant troisième pilote) dispose d'une version à longue queue. Jean-Pierre Jabouille et David Hobbs pilotent une ancienne MS660C. Cette course est l'unique engagement en championnat des voitures de sport de François Cevert cette année. Si Cevert et Ganley partent depuis la pole position, Beltoise et Amon abandonnent après un seul tour, Jabouille et Hobbs après 278 tours. L'équipage Cevert-Ganley dispute longtemps la victoire à la MS670 de Pescarolo et Hill.
En fin de matinée la bataille fait toujours rage et l'on songe à passer des consignes dans le stand Matra mais une violente averse en décide autrement. Sous le déluge, la Corvette de Marie-Claude Beaumont heurte l'arrière de la 670 de Ganley qui, s'il parvient à la ramener au stand, perd de précieuses minutes pour changer le capot. L'équipage Cevert-Ganley doit se contenter de la deuxième place. Henri Pescarolo et Graham Hill remportent la course avec onze tours d'avance. C'est la seule arrivée du pilote Tyrrell aux 24 Heures du Mans,.

#### 1973
En 1973, Matra abandonne la Formule 1 et part à la conquête du championnat du monde des voitures de sport avec deux 670B pour les équipages Pescarolo-Larrousse et Beltoise-Cevert, les deux beaux-frères étant associés pour la première fois. Cevert, participe à l'ensemble de la saison d'endurance et se  montre le plus rapide de l’équipe, réalisant six pole positions et records du tour.
Aux 6 Heures de Vallelunga, en début de saison le 25 mars 1973, François Cevert est si rapide qu'il est chargé par Matra de briser le moral des pilotes Ferrari. Il établit la pole position avec 1 seconde 5 d'avance sur le deuxième mais, en course, abandonne encore sur casse moteur. Sur l'autre Matra, Gérard Larrousse est épuisé et François le remplace aux côtés d'Henri Pescarolo ; il remonter sur la Ferrari de tête et à impose la Matra sur le sol italien et remporteune victoire inespérée avec ses deux compatriotes, devant les Ferrari 312 P, de Tim Schenken-Carlos Reutemann et Jacky Ickx-Brian Redman, troisièmes.
Lors de la course suivante, aux 1000 km de Dijon, Beltoise et Cevert réalisent la pole position. François Cevert effectue le premier relais mais s'arrête après deux tours parce qu'il a oublié ses protections auditives ce qui leur coûte une minute. Il fait deux tours de plus puis s'arrête pour faire régler l'aileron arrière. Au fur et à mesure que la course avance, une dispute éclate entre les deux beaux-frères : Cevert accuse Beltoise d'avoir modifié les réglages des ailerons à son insu. Cevert quitte le circuit et Beltoise mène la Matra MS670B à la troisième place.
Aux 1000 km de Monza, Beltoise et Cevert sont à nouveau en pole position mais terminent onzième. Aux 1000 km du Nürburgring, le duo parti de la pole position, abandonne au douzième tour sur panne de moteur Sur l'Österreichring, ils terminent seconds. Aux 24 Heures de Daytona, Cevert est associé à Henri Pescarolo ; une casse moteur les prive d'une large victoire.
Avec six pole positions et six meilleurs tours en neuf manches, François Cevert a fait douter Ferrari qui passe sa saison à modifier sa 312 P. Si les efforts des Italiens restent sans succès puisque Matra remporte le titre de champion du monde des voitures de sport, les deux beaux-frères, bien qu'étant l'équipage le plus rapide ne connaitront jamais la victoire ensemble,.

### Série CanAm

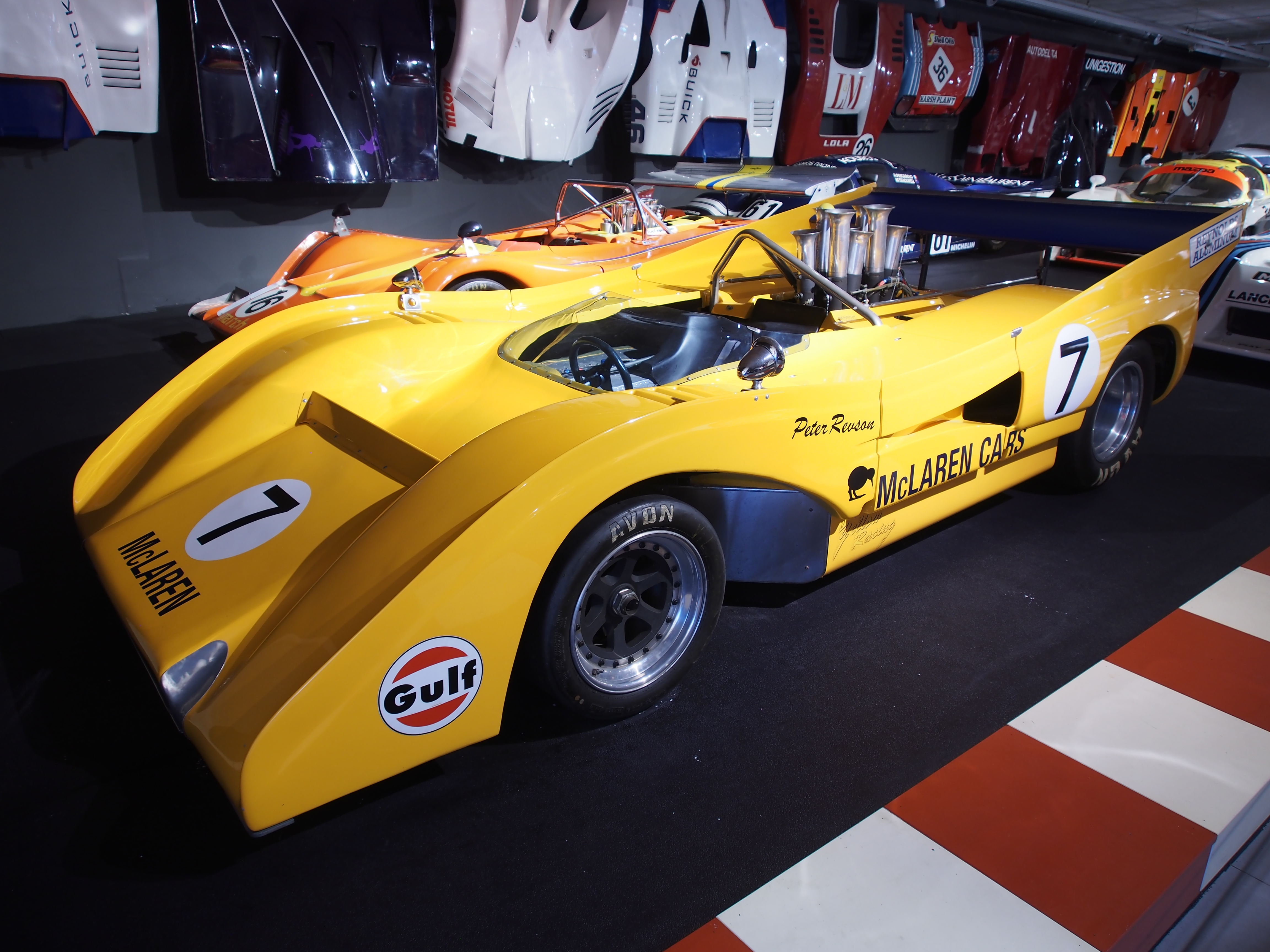
Une McLaren M8F identique à celle pilotée par François Cevert et Gregg Young en 1972.

En 1972, parallèlement à la Formule 1 et au championnat de voitures de sport, Cevert s'engage en CanAm, une compétition nord-américaine disputée sur des sport-prototypes surpuissants, comme Jackie Stewart l'année précédente. En sept courses au volant d'une McLaren M8F mue par un moteur V8 big block Chevrolet de l'équipe privée Young American Racing. Cette McLaren de 800 chevaux, à la livrée bleue marine, est la voiture de course la plus puissante jamais pilotée par François Cevert durant toute sa carrière. Il en partage alors le volant avec Gregg Young, le copropriétaire de l'équipe.
La première course en CanAm de François Cevert se déroule sur le circuit de Road Atlanta à Braselton en juillet 1972 où il se qualifie quatrième. Il abandonne après vingt tours à cause d'un défaut d'arbre à cames. Lors de la course suivante à Watkins Glen, François Cevert termine troisième derrière Dennis Hulme et Peter Revson, qui pilotent pour l'équipe d'usine McLaren. Le mois suivant tard, le Français est deuxième à Road America à Elkhart Lake. Enfin, en septembre 1972, François Cevert gagne sur le circuit de Donnybrooke (en) dans le Minnesota, devant les Porsche 917/10,,.François Cevert se classe cinquième du championnat d'outre Atlantique et meilleur Européen, avec 59 points,.

### Autres événements
Pour le Tour de France automobile 1969, la Scuderia Sofar prépare une Alfa Romeo Tipo 33 pour Cevert mais l'équipe ne peut pas participer à l'événement et son engagement est retiré.
En janvier 1972, François Cevert pilote une Alpine A110 au Rallye Infernal, une épreuve de rallye raid à Crépy-en-Valois qui fait partie du Championnat de France des rallyes. Il sort de la route et n'est pas classé,.

## Hommages
- En 1983, les élèves décident de donner son nom à leur lycée professionnel d'Écully dans le département du Rhône ;
- Une place de la ville de Vaison-la-Romaine (Vaucluse) porte son nom, ainsi que des rues à Angers, La Roche-sur-Yon, Linas, Grande-Synthe, Magny-Cours et Le Mans, et une avenue à Allonnes dans la Sarthe ;
- Un gymnase de Dammarie-les-Lys porte son nom[106], tout comme un complexe sportif de Mazé[107] ;
- Le clip de la chanson Supreme (en) de Robbie Williams fait référence à François Cevert et Jackie Stewart : on les voit tous les trois sur le podium.
- Les descriptions de ses expériences en course ont été publiées en 1974 à titre posthume par son co-auteur, Jean-Claude Hallé, chez J'ai lu sous le titre François Cevert - « La mort dans mon contrat ».
- François Cevert apparait dans le 22e album de la série de bande dessinée Michel Vaillant « Rush » où il est le coéquipier du héros.
- Au Grand Prix de Monaco 2013, Jean-Éric Vergne porte un casque dont le design rappelait celui de François Cevert[108]. Il a présenté cela comme un « hommage à un pilote de course français assez spécial. »[109]
- Au Grand Prix automobile des États-Unis 2023, Pierre Gasly porte aussi un casque rendant hommage à François Cevert[110].

## Résultats sportifs

### Résultats en championnat du monde de Formule 1
| Saison | Ecurie                      | Châssis                 | Moteur           | Pneus    | GP disputés | Meilleurs tours | Podiums | Victoires | Points inscrits | Classement |
| ------ | --------------------------- | ----------------------- | ---------------- | -------- | ----------- | --------------- | ------- | --------- | --------------- | ---------- |
| 1970   | Tyrrell Racing Organisation | March 701               | Ford-Cosworth V8 | Dunlop   | 9           | 0               | 0       | 0         | 1               | 22e        |
| 1971   | Elf Team Tyrrell            | Tyrrell 002             | Ford-Cosworth V8 | Goodyear | 11          | 1               | 4       | 1         | 26              | 3e         |
| 1972   | Elf Team Tyrrell            | Tyrrell 002 Tyrrell 006 | Ford-Cosworth V8 | Goodyear | 12          | 0               | 2       | 0         | 15              | 6e         |
| 1973   | Elf Team Tyrrell            | Tyrrell 006 Tyrrell 005 | Ford-Cosworth V8 | Goodyear | 14          | 1               | 7       | 0         | 47              | 4e         |
|        | Total                       |                         |                  |          | 46          | 2               | 13      | 1         | 89              |            |

| 1970          | Tyrrell Racing Organisation | March 701               | Ford-Cosworth V8 | D | AFS -    | ESP -   | MON -    | BEL -    | P-B Abd. | FRA 11e | GBR 7e   | ALL 7e   | AUT Abd. | ITA 6e   | CAN 9e   | USA Abd. | MEX Abd. |          |         | 1  | 22e |
| 1971          | Elf Team Tyrrell            | Tyrrell 002             | Ford-Cosworth V8 | G | AFS Abd. | ESP 7e  | MON Abd. | P-B Abd. | FRA 2e   | GBR 10e | ALL 2e   | AUT Abd. | ITA 3e   | CAN 6e   | USA 1er  |          |          |          |         | 26 | 3e  |
| 1972          | Elf Team Tyrrell            | Tyrrell 002 Tyrrell 006 | Ford-Cosworth V8 | G | ARG Abd. | AFS 9e  | ESP Abd. | MON Nc.  | BEL 2e   | FRA 4e  | GBR Abd. | ALL 10e  | AUT 9e   | ITA Abd. | CAN Abd. | USA 2e   |          |          |         | 15 | 6e  |
| 1973          | Elf Team Tyrrell            | Tyrrell 006 Tyrrell 005 | Ford-Cosworth V8 | G | ARG 2e   | BRE 10e | AFS Nc.  | ESP 2e   | BEL 2e   | Mon 4e  | SUE 3e   | FRA 2e   | GBR 5e   | P-B 2e   | ALL 2e   | AUT Abd. | ITA 5e   | CAN Abd. | USA Np. | 47 | 4e  |
| Légende : ici |                             |                         |                  |   |          |         |          |          |          |         |          |          |          |          |          |          |          |          |         |    |     |

### Victoire en championnat du monde de Formule 1
| # | Année | Manche | Date           | Grand Prix | Circuit                    | Position de départ | Écurie           | Voiture     | Résumé |
| - | ----- | ------ | -------------- | ---------- | -------------------------- | ------------------ | ---------------- | ----------- | ------ |
| 1 | 1971  | 11/11  | 3 octobre 1971 | États-Unis | Watkins Glen International | 5e                 | Elf Team Tyrrell | Tyrrell 002 | Résumé |

### Résultats aux 24 Heures du Mans
| Année | Équipe                   | Voiture            | Équipier             | Résultat |
| ----- | ------------------------ | ------------------ | -------------------- | -------- |
| 1970  | Équipe Matra Simca       | Matra Simca MS650  | Jack Brabham         | Abandon  |
| 1972  | Équipe Matra Simca Shell | Matra Simca MS670  | Howden Ganley        | 2e       |
| 1973  | Équipe Matra Simca Shell | Matra Simca MS670B | Jean-Pierre Beltoise | Abandon  |

### Résultats en championnat du monde des voitures de sport
| Saison | Écurie | Châssis            | Moteur                  | Pneus | 1        | 2       | 3      | 4       | 5     | 6     | 7        | 8        | 9      | 10       | 11    | Points inscrits | Classement |
| ------ | ------ | ------------------ | ----------------------- | ----- | -------- | ------- | ------ | ------- | ----- | ----- | -------- | -------- | ------ | -------- | ----- | --------------- | ---------- |
| 1970   | Matra  | Matra MS650        | V12 Matra atmosphérique | G     | DAY 10e  | SEB 12e | BRH -  | MON -   | TAR - | SPA - | NÜR -    | LEM -    | WAT -  | ZEL -    |       |                 |            |
| 1972   | Matra  | Matra Simca MS670  | V12 Matra atmosphérique | G     | BUA -    | DAY -   | SEB -  | BRH -   | MON - | SPA - | TAR -    | NÜR -    | LEM 2e | ZEL -    | WAT - |                 |            |
| 1973   | Matra  | Matra Simca MS670B | V12 Matra atmosphérique | G     | DAY Abd. | VAL 1er | DIJ 3e | MON 11e | SPA - | TAR - | NÜR Abd. | LEM Abd. | ZEL 2e | WAT Abd. |       |                 |            |

### Palmarès

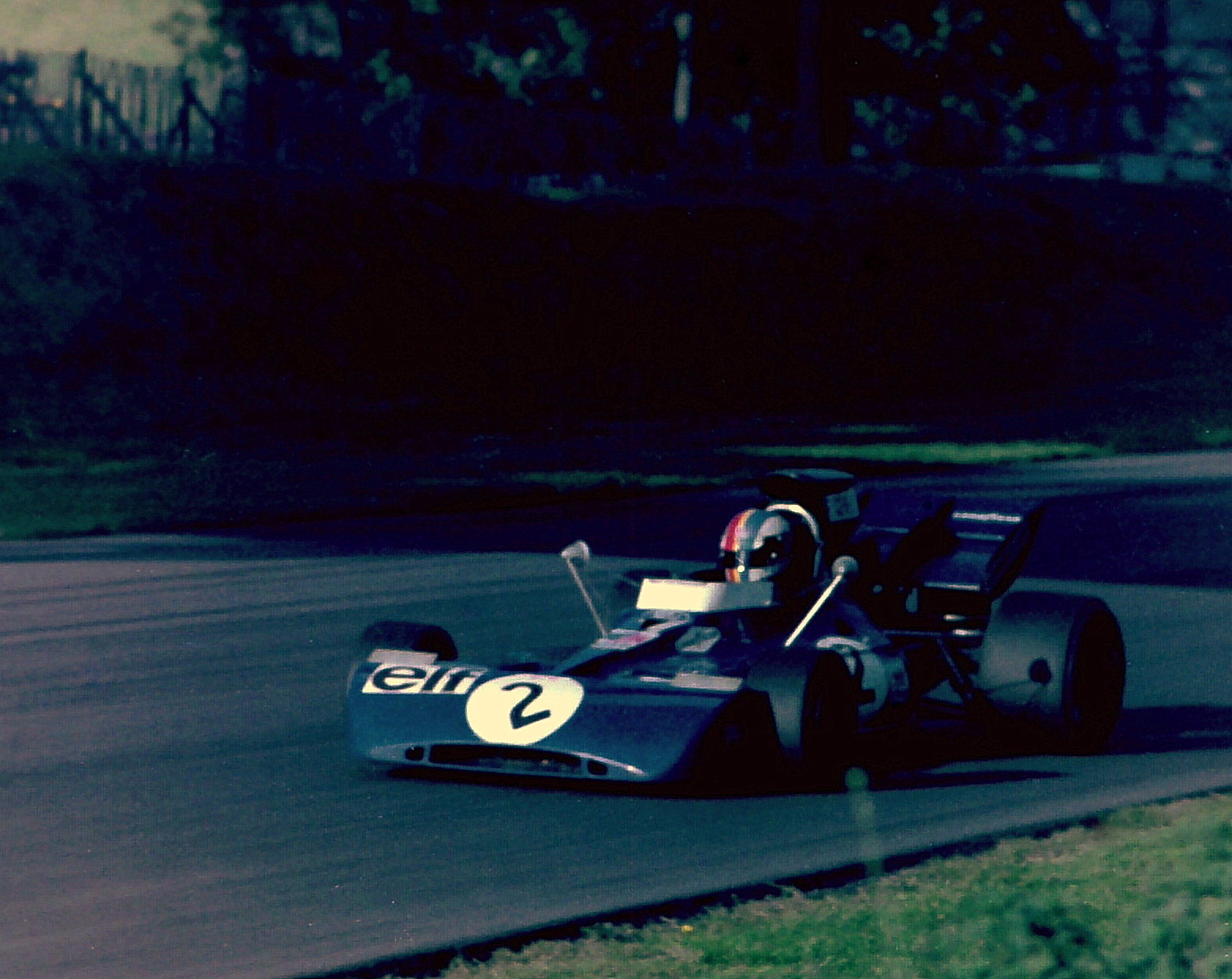
François Cevert lors de la Rothmans World Championship Victory Race en 1971.

- Vainqueur du Volant Shell à Magny-Cours (1966)
- Champion de France de Formule 3 (1968)
- Championnat d'Europe de Formule 2 : 3e (1969)
- 1 000 kilomètres de Paris avec Jack Brabham sur Matra 660 (1970)
- Victoire à la course de côte Ollon - Villars (sur Tecno F2 le 29 août 1971, en Championnat d'Europe de la montagne)[113]
- Victoire en championnat d'Europe de Formule 2 1970 (Langenlebarn)
- Une victoire en Formule 1 (Grand Prix automobile des États-Unis, 1971)
- Troisième du championnat du monde de Formule 1 (1971)
- Champion de France Formule 1/Formule 2 (1971)
- Deux victoires en championnat d'Europe de Formule 2 1971 (Hockenheim et Nürburgring, l'Eifelrennen)
- Dix places de second en Formule 1
- Deux places de troisième en Formule 1
- Second du pré-test des 24 Heures du Mans 1972 (avec Amon)
- Second aux 24 Heures du Mans 1972 (avec le néo-zélandais Howden Ganley)
- Vainqueur à Donnybrooke (CanAm 1972, et 5e du championnat avec le Young American Racing Team sur McLaren M8F-Chevrolet[114], pour un total de quatre podiums, avec en outre Watkins Glen (3e), Road America (2e), et Laguna Seca (3e))
- Second du championnat de France Formule 1/Formule 2
- Vainqueur du Grand Prix de Pau sur Alpine-Renault F2 (rebaptisée ELF 2) (1973)
- Victoire aux 6 Heures de Vallelunga : 1973 (avec Pescarolo et Larrousse, équipe Matra-Simca)
- Second des 1 000 kilomètres de Zeltweg 1973 (avec Beltoise, équipe Matra-Simca)
- Troisième des 1 000 kilomètres de Dijon 1973 (avec Beltoise, équipe Matra-Simca)
- Champion de France Formule 1/Formule 2 (1973)

### Autres Sources
- Olivier Merlin : 1971 : Tout sourit à François Cevert – les victoires et L’Amour. dans Paris Match du 12 août 1971.
- Johnny Rives : François Cevert plus mordant que Depailler. dans L’Équipe du 26 octobre 1966.
- Johnny Rives : Cevert : „Je manque encore d'expérience“. dans L’Équipe du 4 octobre 1971.
- Johnny Rives : François Cevert : „J'ai fait de ma passion mon métier“. dans L’Équipe du 10 juillet 1972.
- Johnny Rives : François Cevert fauché en plein gloire. dans L’Équipe du 7 octobre 1973.
- Édouard Seidler : Mort d'un Prince Charmant. dans L’Équipe du 7 octobre 1973.